# Dirk Filarski
Dirk Herman Willem Filarski (Amsterdam, 15 oktober 1885 – Zeist, 28 februari 1964) was een Nederlands kunstschilder behorend tot de Bergense School.

## Jeugd en studietijd
Dirk Filarski werd geboren op 15 oktober 1885 in Amsterdam als jongste van vier kinderen van Herman Filarski en Catharina Muller. Tot zijn elfde jaar woonde Dirk Filarski aan de Martelaarsgracht, later in de Frans Halsstraat, aan de Singel en in de Noorderstraat.
In 1901 werd Filarski ingeschreven als leerling van de Kunstnijverheidsschool Quellinus Amsterdam, een op de praktijk gerichte kunstzinnige opleiding. De school was gevestigd in de Frans Halsstraat, enkele deuren verwijderd van zijn ouderlijk huis. Van 1903-1907 volgde hij onderwijs aan de Rijksschool voor Kunstnijverheid Amsterdam. In zijn studietijd maakte Filarski vrienden met wie hij jarenlang intensieve contacten zou onderhouden. Onder hen Germen de Jong, Arnout Colnot, Tjerk Bottema, Dirk Smorenberg, Matthieu Wiegman en Wim Schuhmacher.

## Bergen aan Zee
In 1905 en 1906 vervulde Filarski zijn militaire dienstplicht en in het jaar daarop ging hij met Smorenberg in Bergen (Noord-Holland), Egmond en Bergen aan Zee aan het werk. In 1907 exposeerden ze op uitnodiging bij de plaatselijke ‘Vereniging Nut en Genoegen’.
In 1908 exposeerden Filarski, Smorenberg en Colnot op een tentoonstelling van Sint Lucas in Amsterdam. In 1909 liet Filarski bij Sint Lucas landschappen zien die hij in de omgeving van het Gelderse Renkum had geschilderd (onder andere ‘Boekweit-oppers voor een boerderijtje in Renkum’). De exposities hadden de aandacht getrokken van de Amsterdamse zakenman en kunstverzamelaar August Maschmeijer (1848-1922). Maschmeyer maakte mogelijk dat Filarski en Colnot zich in Bergen konden vestigen. In 1910 exposeerden ze in het gebouw ‘Artibus Ingenius Sacrum’. De getoonde werken, voornamelijk landschappen, waren geschilderd in de stijl van het luminisme.

## Zwitserland
In 1912 vertrok Filarski naar Zwitserland. Hij vond onderdak in Clarens bij de musicus Nico Ebels, die gehuwd was met Lien Smorenberg, de zus van zijn vriend. Ook Dirk Smorenberg logeerde bij de familie Ebels. Filarski en Smorenberg schilderden in de periode 1912-1914 berglandschappen met opvallende kleuraccenten (paars, roze, lila-blauw, licht- en donkergroen). Met dit kleurgebruik behoorde Filarski tot de stroming van de modernen (de ‘Blauwen’) binnen de Kunstenaarsvereniging Sint Lucas. De meer traditioneel werkende schilders van het Amsterdamse en Larense impressionisme werden aangeduid met de naam ‘Bruinen’.
Filarski verbleef tussen 1912 en 1917 gedurende langere perioden in Zwitserland en Italië (Lago Maggiore). In 1913 kwam hij naar Nederland terug door het overlijden van zijn moeder. Na haar begrafenis werkte hij enige tijd in Drenthe. In 1915 en 1916 was hij aan het werk In Amsterdam, Bergen en Schoorldam. In 1917 zwierf hij door het Berner Oberland en schilderde daar tientallen berglandschappen waarin donkere kleuren meer dominant werden vergeleken met de werken uit de periode 1912-1914.

## Het donkere palet
In 1917 keerde Filarski terug naar Nederland. Hij was in contact gekomen met de kunstverzamelaar Piet Boendermaker (1887-1947) die vanaf 1915 gedurende 15 jaar veel schilderijen van hem zou kopen, in totaal uiteindelijk 452 werken.
In 1918 huwde Filarski Rachel (Willy) Gerritse (1895-1942). Het paar vestigde zich in Bergen aan de Oosterweg 23. De woning, een half afgebroken boerderijtje, kreeg de naam ‘Elektrischen Kubus’ (vanwege de slechte staat van de elektrische bedrading). In 1919 werd hun zoon Ernst Gijsbrecht Arnout geboren. Hij werd Lakkie jr. genoemd, naar de bijnaam van zijn vader. Filarski tekende veel stukken en brieven met Lakkie, naar men zei omdat hij overal lak aan had.
Na zijn huwelijk schilderde Filarski een tijd veel stillevens in de typische kleurstelling van de Bergense School. Daarnaast ontstonden er in 1917 en 1918 donker getinte landschappen zoals ‘Gezicht op Hattem’.
Dankzij de financiële ondersteuning van Boendermaker kon Filarski veel reizen. In het begin van de jaren twintig werkte Filarski bij het Comomeer en ook in het Franse Prats-de-Mollet. Er ontstond ‘een serie strak gecomponeerde werken in sobere kleuren groen, bruin en grijs, die de verzamelaar Boendermaker duidelijk graag om zich heen had’ (Smithuis, 2005, 33).

## Terugkeer naar het licht
Na 1923 ging Filarski geleidelijk aan met lichtere kleuren werken. Hij reisde veelvuldig naar het zuiden van Europa, waar hij schilderde in Menton en Roquebrune. In 1925 woonde het gezin Filarski in Tourettes-sur-Loup, waar schilderijen ontstonden met veel groene, gele en lichtbruine tinten. Met Matthieu Wiegman reisde Filarski in 1925 door Toscane naar Rome en in november van dat jaar werkte de rusteloze Filarski in het Franse Collioure.
In 1927 werd de tweede zoon Gerard geboren. Het gezin was inmiddels verhuisd naar het huis dat gebouwd was voor Charley Toorop en dat ‘De Vlerken’ werd genoemd (aan de Buerweg in Bergen). Filarski werkte dat jaar veel in Limburg en schilderde daar onder andere ‘Gezicht op het kerkje van Gulpen’ en ‘De varkensmarkt’. Behalve door Boendermaker werd zijn werk ook gekocht door de Amsterdamse tandarts Victor de Munck.
In 1927, 1928 en 1929 reisde Filarski door Frankrijk. De robuuste manier van werken met grote monumentale vlakken werd verlaten en er kwam meer aandacht voor detail in de behandeling van de onderwerpen. Filarski’s mecenas Boendermaker was door de beurskrach van 24 oktober 1929 in ernstige financiële problemen geraakt en hij kon vanaf 1931 Filarski en andere schilders niet langer van een maandgeld voorzien. Het verhinderde Filarski niet om tussen 1929 en 1930 te schilderen in Marokko en Parijs en in 1932 en 1933 respectievelijk in Venetië en Spanje. Om te zorgen voor een regelmatige geldstroom gaf Filarski zijn schilderijen in huurkoop.
Eind 1933 scheidde Filarski van zijn vrouw. Hij kreeg de opvoeding van de kinderen bij rechterlijke uitspraak toegewezen, maar door zijn veelvuldige afwezigheid maakten de kinderen na de scheiding een moeilijke tijd door.
Ook na de scheiding bleef Filarski reizen. Met Willem Schumacher werkte hij verschillende keren in Spanje. Daar ontstond in 1935 een aantal gezichten op Teruel. Een daarvan werd bekroond met de gouden Arti-medaille. In 1936 en 1937 werkte hij maandenlang in Italië en Joegoslavië. De befaamde brug van Mostar werd ettelijke keren door hem op het doek gezet.

## 1940-1945
Het rondreizen in Europa was in de oorlogsperiode nauwelijks mogelijk. Vanuit Amsterdam, waar Filarski zich in 1936 had gevestigd, schilderde hij in verschillende dorpen en stadjes in Nederland, waaronder Staphorst en Giethoorn.
Rachel (Willy) Gerritse, Filarski’s ex-echtgenote, werd in augustus 1942 bij een razzia opgepakt en op transport gesteld naar Auschwitz. Ze overleefde het niet.

## Na 1945

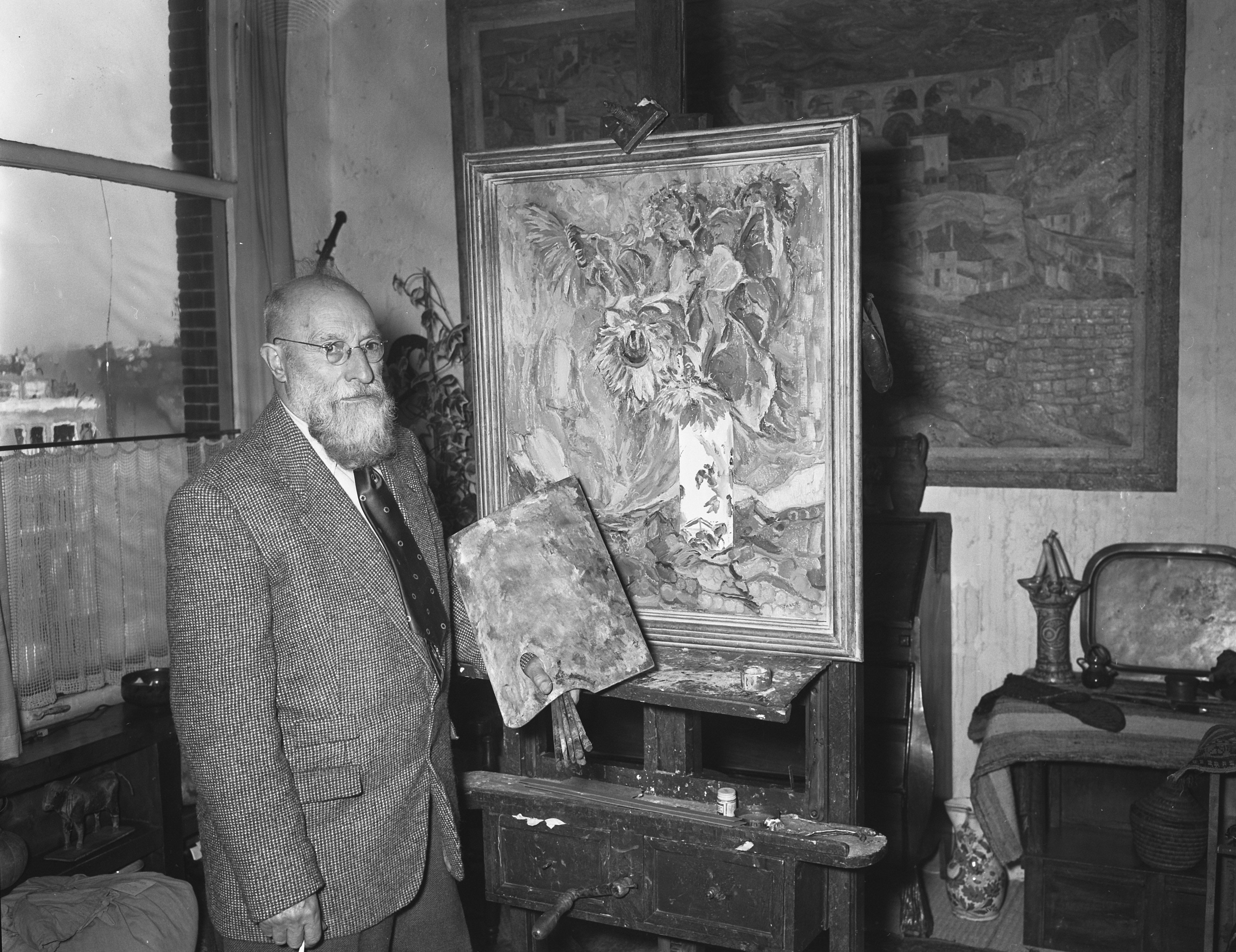
Filarski (1955)

In 1946 reisde Filarski naar Noorwegen waar hij een aantal landschappen in lichte kleuren schilderde. In 1947 huwde hij voor de tweede keer. Hij trouwde Lien Smorenberg, de weduwe van de violist Nico Ebels en de zus van zijn vriend. Het echtpaar was in de eerste jaren van het huwelijk vrijwel voortdurend op reis in Frankrijk en Spanje. Lien overleed in 1956.
In de periode 1950-1960 maakte Filarski veel gouaches. Deze techniek was meer geschikt voor iemand die vrijwel steeds onderweg was, omdat er minder met materiaal (doek en ezel) gesleept hoefde te worden. Zijn gouaches, waaronder landschappen, stillevens en diermotieven waren opvallend kleurrijk en vormden artistiek gezien een nieuwe fase in zijn kunst.
Filarski overleed op 28 februari 1964. Hij liet een omvangrijk oeuvre na. Hij behoorde tot de belangrijkste Nederlandse luministen en hij maakte deel uit van de kern van de Bergense School.

## Openbare collecties
- Museum Kranenburgh in Bergen (NH)
- Stedelijk Museum Alkmaar in Alkmaar